# Querfriktion
Die Querfriktion (engl.: deep friction) ist ein krankengymnastisches Verfahren zur Schmerzlinderung und lokalen Mobilisation, das an Sehnen und Muskeln ansetzt. Es geht auf James Cyriax zurück.
Ein einzelner Behandlungsgang dauert wenige Minuten bis zu einer Viertelstunde und kann beliebig wiederholt werden, bis sich der Muskeltonus senkt oder die Beschwerden gelindert sind. Dabei erfolgt eine Friktion der betroffenen Muskel- oder Sehnenfasern quer zur Verlaufsrichtung mit einem oder zwei Fingerkuppen. Die Friktionsmassage ist meist nicht sehr angenehm, sollte aber nicht schmerzhaft sein. Eine Sonderform ist die Crochetage, die im Französischen verbreitet ist und bei der statt der Fingerkuppen ein kleines Häkchen zur Friktionsbehandlung eingesetzt wird. Der Therapie geht meist eine Vorbehandlung mit Wärme, z. B. Fango oder heißer Rolle, voraus.
Bei der Querfriktion soll die lokale Durchblutung im Sehnenbereich verbessert werden und der Muskeltonus, v. a. bei Verhärtungen, gesenkt werden. Weiterhin soll es über eine Stimulation von Mechanorezeptoren in der Sehne und im Muskel zu einer Schmerzreduktion kommen. Des Weiteren sollen Verklebungen gelöst werden und die Bildung längsverlaufender Fasern angeregt werden.
Eine tiefe Querfriktion kann bei Enthesiopathien, Tendinitiden, narbigen Verklebungen und muskulären Verhärtungen durchgeführt werden.
Als Kontraindikation gelten Verkalkungen im Bereich der zu behandelnden Sehne und eine Cortison-Infiltration in den Tagen zuvor.